# フリードリヒ・アウグスト (オルデンブルク大公)
フリードリヒ・アウグスト2世（Friedrich August II., 1852年11月16日 - 1931年2月24日）は、オルデンブルク大公国の最後の大公（在位：1900年 - 1918年）。

## 生涯
ペーター2世とその妃であったザクセン＝アルテンブルク公ヨーゼフの娘エリーザベト（1826年 – 1896年）の長男として、1852年11月16日にオルデンブルクで生まれた。1900年6月13日に父の死去によって大公位に即いたフリードリヒ・アウグストは、海運や海軍の発展に力を注いだ。
またフリードリヒ・アウグストは1894年から1896年にかけてエリーザベト＝アンナ宮殿を建設した。これは最初の妃エリーザベト・アンナの名を冠したものだが、完成前に死別している。宮殿は現在、オルデンブルクの社会裁判所として使用されている。
1918年にドイツ革命が勃発するとフリードリヒ・アウグストは同年11月11日に退位し、以後はラステーデ宮殿で隠棲した。

## 子女
フリードリヒ・アウグストは2度結婚している。最初の妃は1878年2月18日に結婚したプロイセン王子フリードリヒ・カールの娘エリーザベト・アンナ（1857年 - 1895年）で、彼女との間に以下の2女をもうけた。
- ゾフィー・シャルロッテ（1879年 - 1964年） - プロイセン王子アイテル・フリードリヒと結婚
- マルガレーテ（1881年 - 1882年）

2人目の妃は1896年10月24日に結婚したメクレンブルク＝シュヴェリーン大公フリードリヒ・フランツ2世の娘エリーザベト・アレクサンドリーネ（1869年 - 1955年）で、彼女との間に以下の2男3女をもうけた。
- ニコラウス・フリードリヒ・ヴィルヘルム（1897年 - 1970年） - オルデンブルク大公家家長
- アレキサンドリーネ（1900年、誕生翌日死去）
- フリードリヒ・アウグスト（1900年、誕生翌日死去）
- インゲボルク・アリックス（1901年 - 1996年） - シャウムブルク＝リッペ侯子シュテファンと結婚
- アルトブルク・マリー・マティルデ（1903年 - 2001年） - ヴァルデック＝ピルモント侯世子ヨシアスと結婚